# 岁
岁為中國傳統的時間單位，指地球繞太陽公轉的周期，即一個回歸年。具體測量方法是當年冬至至次年冬至的時間，約為365.2422天。詩句中有「離離原上草，一歲一枯榮」，「年年歲歲花相似，歲歲年年人不同」等。
在中國歷史上，歲由勞動工具演變成為收穫與祭祀的名稱，再延伸為年度周期的時間標誌。由此歲又引申為人类为生物计量寿命的单位。
岁在中国古代是木星的古名。《说文解字》有「岁，木星也，从步戌声。律历书，以五星为五步」。木星在天穹上12年運行1周，1周星程又分12等分，每1等分稱為「星次」，而木星每年在星空行走1星次，因此木星又稱為「歲星」。

## 相关
- 年龄
- 寿命
- 歲時